# Золотуха (Локтівський район)
Золоту́ха (рос. Золотуха) — село у складі Локтівського району Алтайського краю, Росія. Адміністративний центр Золотухинської сільської ради.

## Населення
Населення — 975 осіб (2010; 1087 у 2002).
Національний склад (станом на 2002 рік):
- росіяни — 86 %